# 巨勢村 (岡山県)
巨勢村（こせそん）は、岡山県英田郡にあった村。
現在の美作市尾谷、海田、巨勢に当たる。
編入に伴い、大字下倉敷は巨勢に変更された。

## 沿革
- 1889年6月1日 - 町村制施行に伴い、英田郡尾谷村、海田村、下倉敷村が合併し、巨勢村となる。大字下倉敷に役場を置く。
- 1954年7月1日 -英田郡巨勢村の内、大字尾谷が福本村へ、大字海田・大字下倉敷が美作町へ編入。

## 地名の読み方
- 尾谷（おたに）
- 海田（かいた）
- 巨勢（こせ）
- 下倉敷（しもぐらしき）

## 郵便番号（現在）
- 701-2601 美作市尾谷
- 707-0044 美作市海田
- 707-0045 美作市巨勢

701-260Xの残りの番号は福本村を、707-004Xの残りの番号は林野町、豊田村を参照。

## 教育

### 幼稚園
- 美作市立巨勢幼稚園（廃園）

### 小学校
- 美作市立巨勢小学校（廃校）

## 交通

### 鉄道
旧村内を走る鉄道およびその駅なし

### 道路

#### 高速道路
旧村内を走る高速道路なし

#### 国道
- 国道374号

#### 県道
- 主要地方道
  - 岡山県道51号美作奈義線

- 一般県道
  - 岡山県道359号樫村金屋線

## 河川・山岳

### 河川
- 吉野川

### 山岳
- 大山
- 赤松山

## 寺院・神社

### 寺院
- 本妙寺
- 顕密寺

### 神社
- 宮谷神社
- 大山神社
- 海田神社
- 下倉敷神社

## 史跡
- 鷹巣城

## その他
岡山県には「こせ」という地名がいくつかあるが、それぞれ漢字が異なるため、表記には注意が必要である。
- 高梁市巨瀬町 （こせちょう）
- 美作市巨勢 （こせ）
- 美咲町小瀬 （こせ）